# Adilia Castillo
Adilia Castillo (El Yagual, Achaguas, Apure, 22 de agosto de 1933 - Caracas, Venezuela, 7 de marzo de 2014), fue una actriz, cantante y compositora venezolana de música folklórica conocida como joropo, típica de Los llanos venezolanos. Comenzó su carrera profesional en el mundo taurino, especialmente en el Nuevo Circo de Caracas y la Plaza de toros Maestranza César Girón de Maracay. Compuso más 80 canciones, principalmente boleros, pasajes, calipso y joroguara, una mezcla de joropo y guaracha. Fue conocida como ''La Novia del Llano'' o ''La Doña''.

## Biografía
Adilia Castillo nació en la localidad de El Yagual, a orillas del río Arauca. Criada por su madre, Isabel Castillo, hasta los cinco años cuando Isabel se casó con un militar de Barquisimeto destacado en Apure. Luego de recibir este una transferencia de vuelta a Barquisimeto, se mudó con Adilia y su madre. Castillo tuvo éxito como cantante en Barquisimeto, a pesar de su corta edad. A los 14 años se mudaron a Caracas donde al no encontrar la facilidad para cantar como en Barquisimeto, se dedicó con más ahínco a sus estudios en el Liceo Fermín Toro. Por la cercanía de su liceo con el mundo taurino del parque El Calvario, Castillo comenzó a entrenar como torera a escondidas de su familia. En esa actividad era conocida localmente como "La Chica del Ruedo". Castillo clasificó como becerrista y luego novillera.

## Carrera
Estando Castillo en Barquisimeto, empezó a cantar por su propia cuenta sin educación musical formal. A la edad de 11 años participó en un concurso en Radio Barquisimeto que, como consecuencia, le concedió a Castillo su propio espacio para cantar en el programa Con la Estrellita Roja. El espacio de una hora diaria llegó a tal notoriedad regional que la emisora concedió a Castillo la libertad de escribir y narrar las cuñas de publicidad. A la edad de 14 años Castillo se mudó a Caracas donde cantar en Radio no resultaba tan sencillo como en Barquisimeto. Castillo finalmente logró un espacio para cantar gratuitamente en la emisora Crono Radar.
Adilia Castillo fue una de las principales artistas de Venezuela, su regia estampa y su impecable voz la dieron a conocer por toda Venezuela y Latinoamérica de manera muy exitosa. En los años 50 y 60 fue una artista de primer nivel, con giras internacionales y encuentros artísticos con las figuras más notables de la época. Su participación en el cine la llevaron al estrellato y su consolidación como una gran estrella. 
Su esencia y su talento la convirtieron en una de las figuras artísticas más importantes  de Venezuela y de su folklore. Su pasión por el canto y su amor por la llanura la convirtieron en “La Novia Del Llano”. En Venezuela es reconocida como una de las mejores exponentes del folklore venezolano, y  su legado es invaluable para nuevas generaciones que surgen y están por surgir dentro de la canta criolla de Venezuela. Adilia Castillo poseía una gran versatilidad para el canto criollo y los ritmos que a este lo componen, sus grabaciones van desde un pasajes hasta un seis por derecho, pajarillo y contrapunteos. Entre los temas más famosos de esta artista se encuentran: Española, Golpe Tocuyano, Luna de Enero, Luz de Luna, La Noche el Mar y Tú, Kirpa, Pipi Pirugua entre otras.  

## Controversia
Adilia Castillo vivió una vida pública notoria en varios países sin mayores controversias. Sin embargo, en 1956 Castillo formó una agrupación conocida como "las Araucanas", para lo cual afirmó tener permiso de los padres de una joven de 14 años de San Fernando de Apure para llevarse a la chica a Caracas a cantar con el grupo. La muchacha había sido recomendada por su tío, Juan Vicente Valera, como una excelente artista. Sin embargo, los padres de la joven denunciaron a Castillo al Consejo Venezolano del Niño alegando no tener autorización de ellos para participar en la aventura musical. La Seguridad Nacional de Venezuela arrestó a Castillo en Maracaibo para cuestionamientos del caso. Las evidencias favorecieron a Castillo quien fue puesta en libertad sin condiciones.

## Discografía
| Año  | Álbum                                                                | Compañía discográfica    |
| ---- | -------------------------------------------------------------------- | ------------------------ |
| 2013 | El Regreso De Adilia Castillo                                        | Suramericana del Disco   |
| 2011 | Mis Raíces                                                           |                          |
| 2006 | Lo Mejor de la Novia del Llano feat. Conjunto de Guillermo Hernández | Suramericana del Disco   |
| 1994 | El Disco De Oro De ...                                               | Fonográfica Gilmar C.A.  |
| 1994 | Lo Mejor De La Doña                                                  | Discolando Records       |
| 1980 | Lo Mejor de Adilia Castillo "La Novia Del Llano"                     | AS Internacional         |
| 1963 | Adilia Castillo                                                      | Discophon 27-229         |
| 1962 | Voces de Oro de Venezuela Adilia Castillo                            | Venevox BL-4             |
| 1962 | Adilia Internacional                                                 | Diverión ML-581          |
| 1960 | El Llano Venezolano (La Novia del Llano)                             | Llanero 102              |
| 1960 | Ansiedad                                                             | Hispavox-Gema HK 0037-01 |
| 1958 | Por Los Caminos De Venezuela                                         | Columbia Records         |

## Filmografía
| Año  | Película                 | Personaje              |
| ---- | ------------------------ | ---------------------- |
| 1962 | Martín Santos el llanero | Rosalba                |
| 1962 | Feria de Chiguagua       | Cantante               |
| 1962 | Los bárbaros del norte   | Liliana                |
| 1962 | El peor de los caminos   | [Junto a Javier Solís] |
| 2012 | Er Relajo Der Loro       | Doña                   |

## Televisión
| Año  | Programa                | Episodios    |
| ---- | ----------------------- | ------------ |
| 1958 | El Show de Saume        |              |
| 1958 | Doña Bárbara            | Doña Bárbara |
| 1960 | El show de las doce     |              |
| 1963 | Estrellas en 625 líneas |              |
| 1965 | El Show de Renny        |              |